# Barrow upon Trent

Barrow upon Trent en el distrito de Derbyshire.

Barrow upon Trent es una aldea y parroquia civil en el distrito de Derbyshire Sur, Derbyshire, Inglaterra. El pueblo se encuentra al sur de Derby, entre el río Trent (al sur) y el canal Trent y Mersey (al norte); y es cercano a Sinfin, Ingleby, Arleston y Swarkestone. Según el censo del 2001, la parroquia tenía una población de 546 habitantes, aumentando a 558 en el censo del 2011.

## Historia

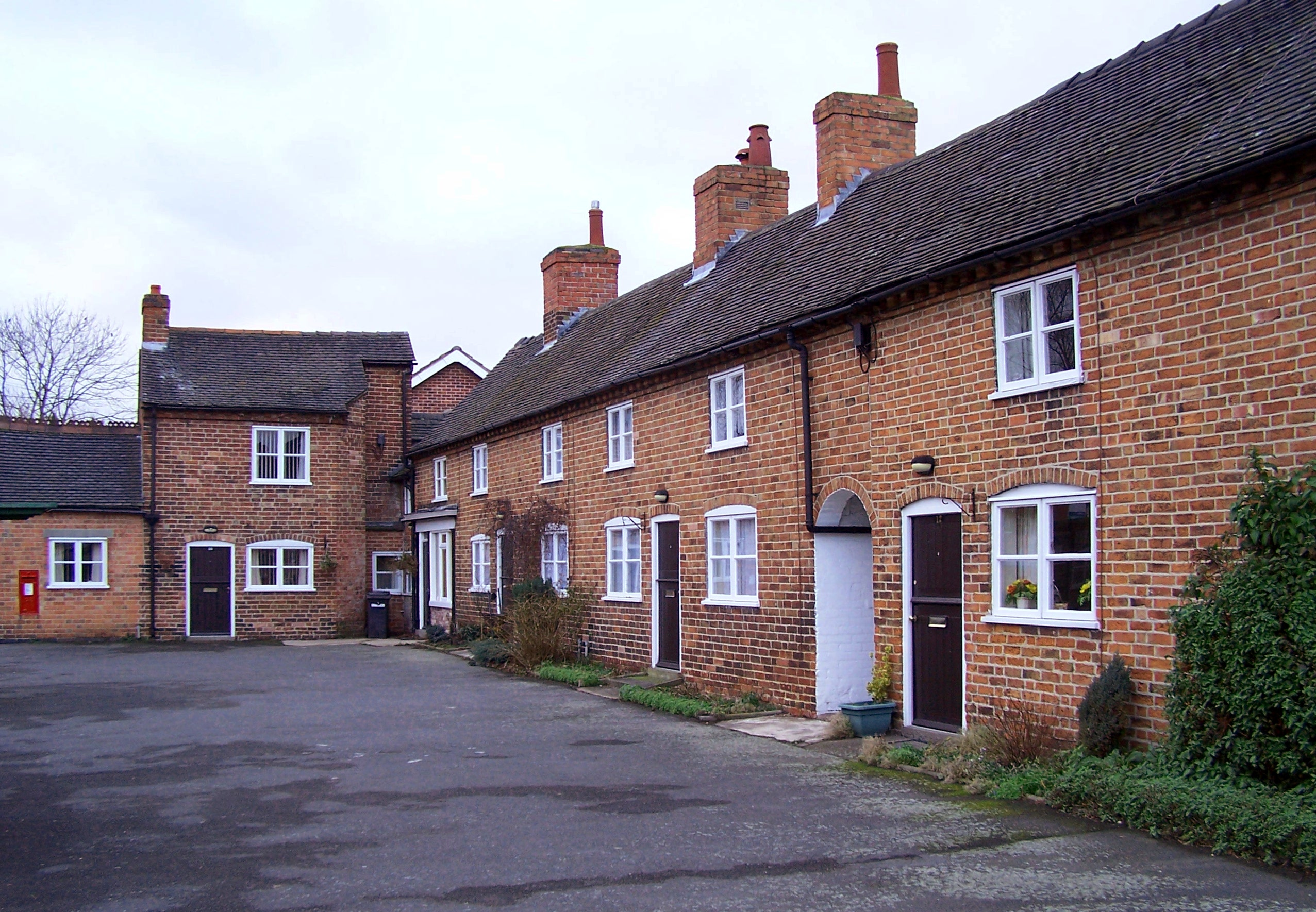
Casas de campo de Barrow upon Trent.

Una de las primeras menciones de esta localidad aparece en el Libro de Domesday, donde aparece entre las tierras que el rey le dio a Enrique de Ferrers. El terreno incluía 8 acres (32.000 m²) de terreno con cuatro bueyes. Parte de la tierra fue descrita como "desperdicio" pero el valor fue puesto en dos chelines.

## Infraestructuras
La parroquia cuenta con algunas infraestructuras: el ayuntamiento, el pub, el grupo juvenil, la guardería para preescolares (de 2 años o más), la escuela primaria Sale and Davy's C of E, la iglesia de San Wilfredo, un parque de juegos para niños y un gran parque con una cancha de fútbol normal y otra más pequeña; además de una cantera de Lafarge. No hay tiendas ni oficina de correos. El consejo del pueblo posee una atractiva fila de diez casas de campo clasificadas en el grado II, conocidas como "The Row" ('La hilera'), que se alquilan a personas con conexiones en el pueblo. Aquí también se encuentra "The Pinfold", un pequeño recinto amurallado utilizado originalmente para la tenencia de ganado callejero. La carretera principal, la A5132 ha rodeado el pueblo desde 1969. Hay servicios de autobús a Melbourne y Derby, pero sólo los días laborables.

## Habitantes célebres
Aquí vivieron la escritora Anne Mozley (1809-1891) y el artista George Turner (1841-1910), que se mudó aquí desde Cromford. Turner entrenó a su hijo, William Lakin Turner (1867-1936), junto con otros notables artistas, como David Payne (1843-1894).